# Manuel Gómez Fernández
Manuel Gómez Fernández (Alacant, 7 d'abril de 1971) és un periodista i professor d'educació musical valencià. Ha estat presentador a Intereconomía i actualment treballa a Aragón TV.
Antigament es dedicà a la política i fou elegit diputat a les eleccions a les Corts Valencianes de 1995, 1999 i 2003 com a integrant del grup parlamentari del PP. Durant aquella etapa fou secretari de la Comissió de Política Social i Ocupació, vicepresident de la Comissió Especial per a l'estudi de la situació dels incendis forestals (1999-2002) i vicepresident de la Comissió de Política Social i Ocupació (2002-2007).